# Ascorhynchus constrictus
Ascorhynchus constrictus is een zeespin uit de familie Ascorhynchidae. De soort behoort tot het geslacht Ascorhynchus. Ascorhynchus constrictus werd in 1997 voor het eerst wetenschappelijk beschreven door Stock. 